# پیکسنوس دا هورتا

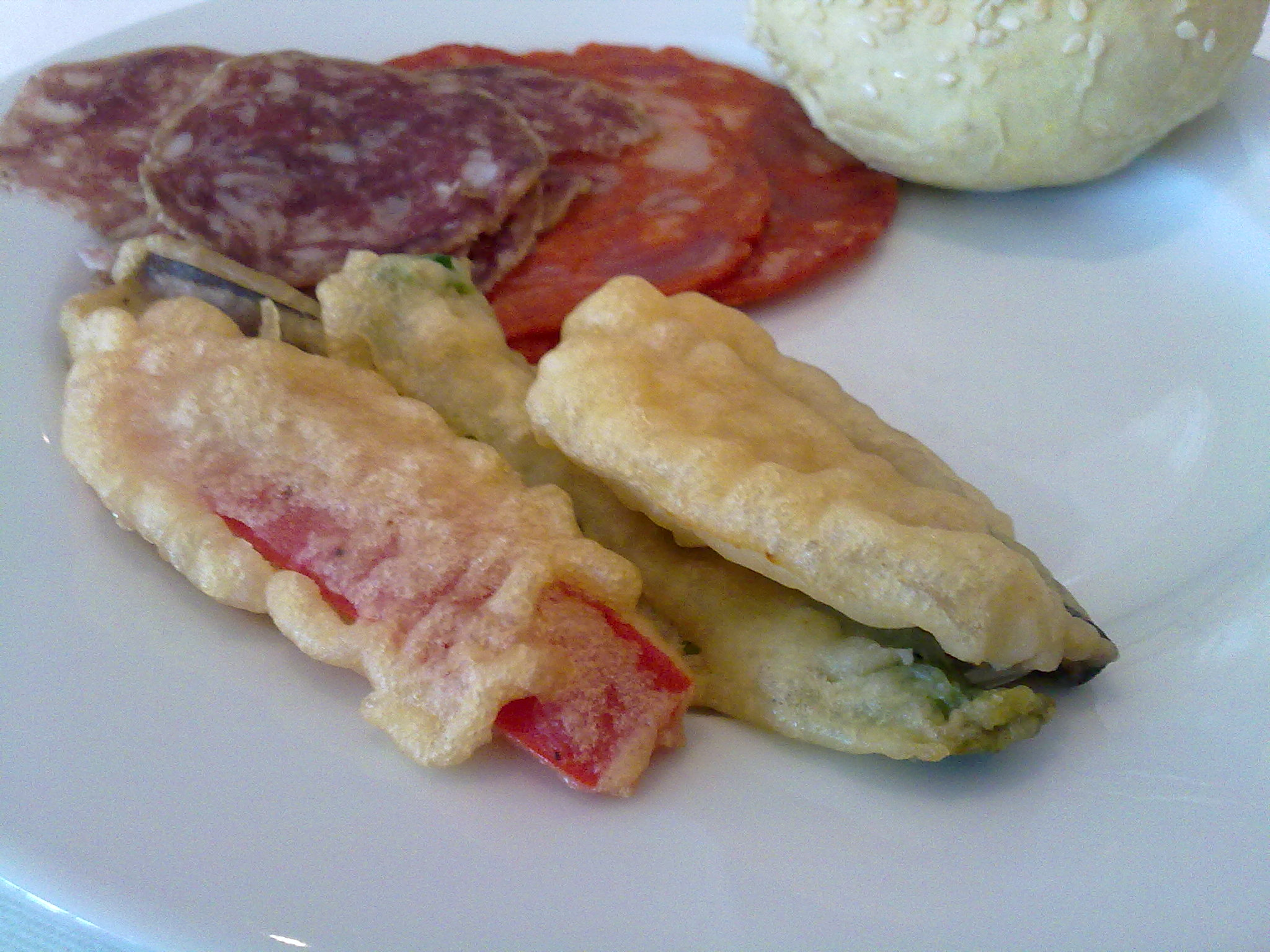
یک بشقاب پیکسنوس دا هورتا

پیکسنوس دا هورتا (به پرتغالی: Peixinhos da horta) یک غذای سنتی پرتغالی است. اسم این غذا را می‌توان به صورت لفظی به "باغچه ماهی" ترجمه کرد چرا که به تکه‌های کوچکی از ماهی‌های رنگارنگ شباهت دارد. این غذا توسط مبلغان عیسوی در قرن شانزده‌ام به ژاپن آورده شد که در آنجا به تمپورا تبدیل شد.
پیکسنوس دا هورتا معمولاً با لوبیای سبزی که داخل خمیر آرد گندم غوطه‌ور شده و سپس سرخ شده است، درست می‌شود. سبزیجات دیگری نیز مانند فلفل دلمه‌ای و کدو استفاده می‌شوند.